# 소팽의 연인
《쇼팽의 연인》(영어: Impromptu)은 영국, 프랑스, 미국에서 제작된 제임스 러파인 감독의 1991년 시대극 영화이다. 주디 데이비스, 휴 그랜트 등이 출연하였고, 스튜어트 오컨 등이 제작에 참여하였다.

## 출연
- 주디 데이비스
- 휴 그랜트
- 맨디 퍼팅킨
- 버너뎃 피터스
- 줄리언 샌즈
- 랠프 브라운
- 조르주 코라파스
- 앤턴 로저스
- 에마 톰프슨
- 존 새비던트
- 엘리자베스 스프리그스

## 기타 제작진
- 미술: 제라르 다우달
- 의상: 제니 베번